# Agua de mar

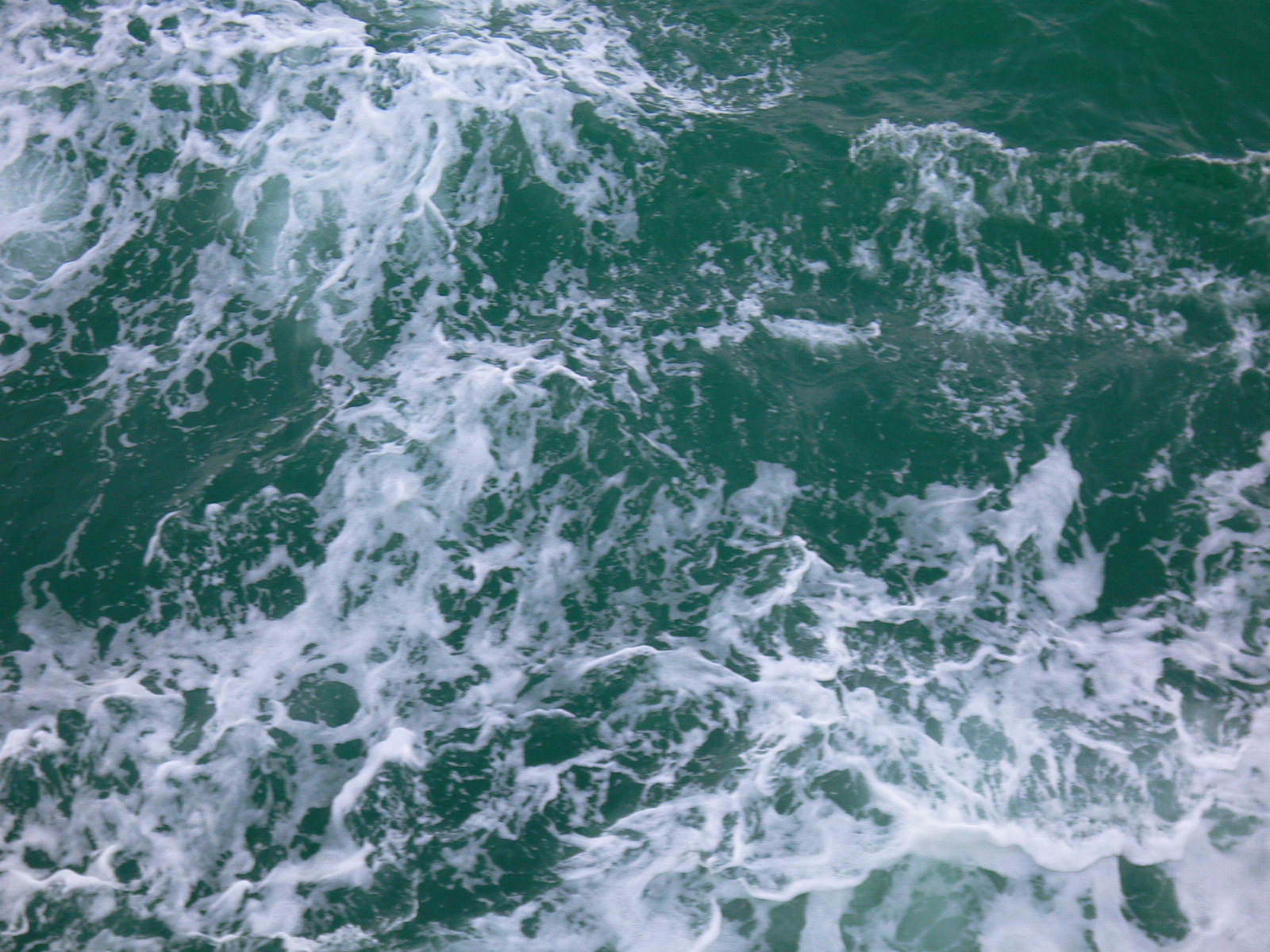
Agua del mar del estrecho de Malaca.

El agua de mar o agua salada es una disolución hecha o basada en agua que compone los océanos y mares de la Tierra. Es salada por la concentración de sales minerales disueltas que contiene, un 3.5 %; es decir, en cada litro de agua (1000 gramos) hay 35 gramos de sales disueltas como media. La densidad media en superficie es de 1.025 g/ml, siendo más densa que el agua dulce y el agua pura. A mayor contenido en sal, más bajo es su punto de congelación, por lo que el agua del mar se convierte en hielo bajo los −2 °C, aunque se ha registrado una corriente en la Antártida a −2.6 °C. Los océanos contienen un 97.25 % del total de agua que forma la hidrosfera.

## Origen
Las teorías científicas detrás de los orígenes del agua marina comenzaron con Edmond Halley en 1715, quien propuso que la sal y otros minerales fueron arrastrados al mar por los ríos desde los continentes. Estos procedían del lavado continuo de los minerales terrestres mediante la lluvia. Una vez llegando al océano, estas sales se fueron concentrando cada vez más en los océanos mediante el ciclo hidrológico. Halley también se dio cuenta de que aquellos lagos que no tenían salida al mar (como el mar Muerto o el mar Caspio) tenían altas concentraciones salinas. Halley denominó al proceso "desgaste continental".
La teoría de Halley era parcialmente correcta. A esto habría que añadirle el sodio sobre el fondo oceánico cuando este se formó. La presencia del otro ion salino, el cloro parece provenir de los escapes gaseosos provenientes del interior de la Tierra y que escapan vía hidrotermal o en las erupciones volcánicas. La teoría comúnmente aceptada es que la salinidad ha permanecido estable durante la vida de la Tierra, y que los iones de sal mantienen un ciclo continuo que los hace penetrar y ser expulsados en el interior de la Tierra. De esta forma las sales reaccionan con los basaltos del fondo oceánico, que una vez tragados mediante el proceso de subducción vuelven a salir expulsados por las corrientes hidrotermales y los volcanes. Hoy por hoy los modelos están siendo cuestionados, existiendo varias publicaciones que discuten sobre la posibilidad de que los océanos arcaicos fueran mucho más salinos que en la actualidad.

## Composición
El agua de mar es una disolución en agua (H2O) de muy diversas sustancias. Hasta los 2/3 de los elementos químicos naturales están presentes en el agua de mar, aunque la mayoría sólo como trazas. Seis componentes, todos ellos iones, dan cuenta de más del 99 % de la composición de solutos.

### Salinidad

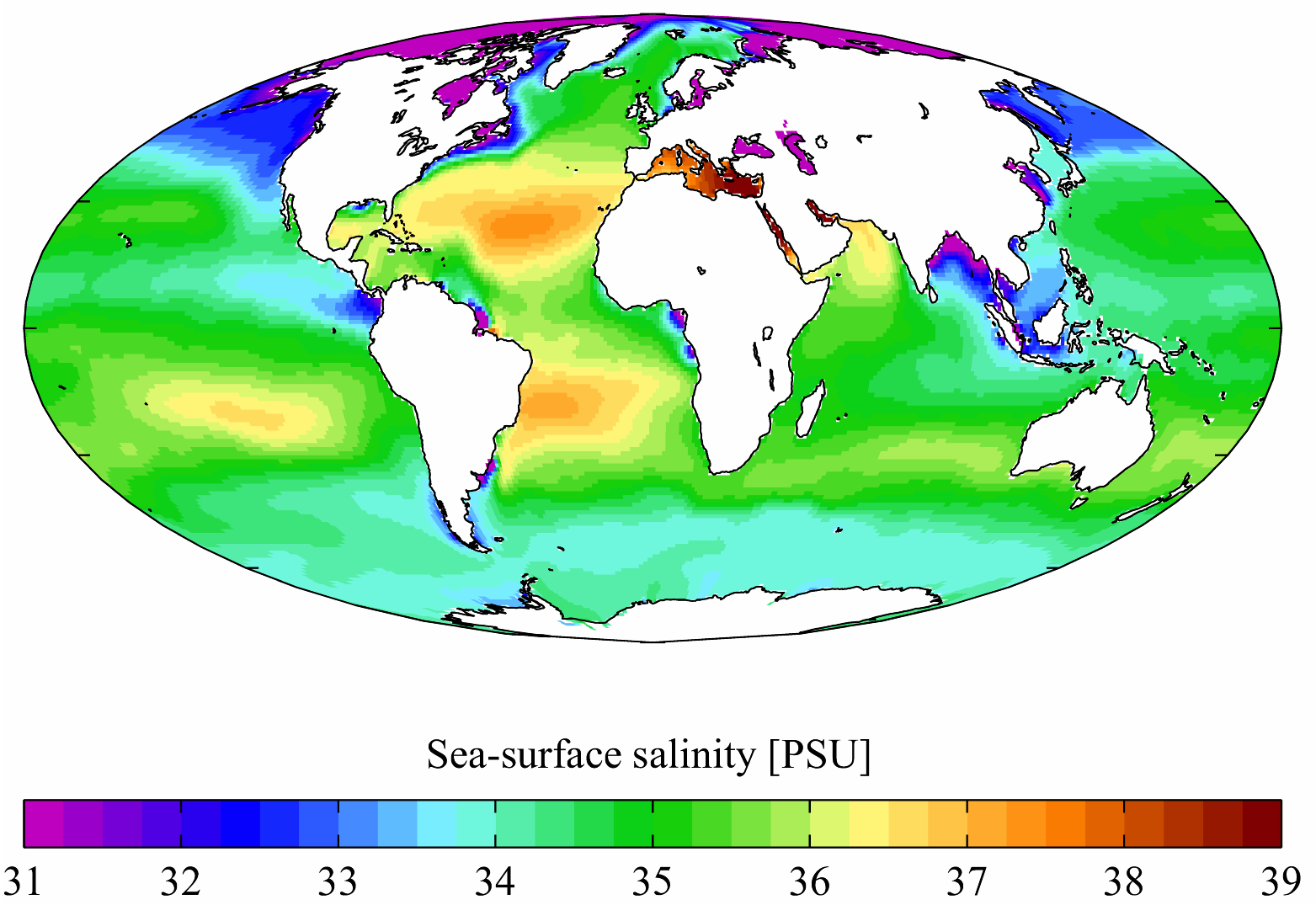
Salinidad media de los océanos en superficie en unidades prácticas de salinidad (PSU).

El estudio de la composición se simplifica por el hecho de que las proporciones de los componentes son siempre aproximadamente las mismas, aunque la concentración conjunta de todos ellos es enormemente variable. Nos referimos a esa concentración total como salinidad, que suele expresarse en tanto por mil (‰). Gracias a la universalidad de su composición, la salinidad suele ser estimada a partir de la medición de un solo parámetro, como la conductividad eléctrica, el índice de refracción o la concentración de uno de sus componentes, generalmente el ion cloruro (Cl-).
La salinidad presenta variaciones cuando se comparan las cuencas, las distintas latitudes o las diferentes profundidades. Favorece una salinidad más elevada la evaporación más intensa propia de las latitudes tropicales, sobre todo en la superficie, y una menor salinidad la proximidad de la desembocadura de ríos caudalosos y las precipitaciones elevadas.
De todos los mares abiertos es el mar Rojo el que presenta mayor salinidad (40 ‰), bordeado como está de regiones áridas. El mar Báltico es el de salinidad menor (6 ‰ en las aguas superficiales del golfo de Botnia), por su pequeña profundidad, clima frío y amplitud de las cuencas que vierten sus aguas en él, lo que unido a su topografía casi cerrada, limita mucho los intercambios con el océano Mundial. La salinidad es muy variable en los lagos y mares cerrados que ocupan cuencas endorreicas, con solo un 12 ‰ en el mar Caspio y hasta un 330 ‰ en las capas superficiales del mar Muerto. El principal factor del que depende la salinidad de los mares interiores es la existencia de drenaje, con uno o más emisarios porque los que desbordar, o que por el contrario la evaporación sea la única forma de compensarse los aportes. Así el lago Victoria, con un origen tectónico semejante al del mar Muerto, es un lago de agua dulce a la vez que la fuente principal del caudaloso río Nilo.
Las diferencias de salinidad entre masas de agua se combinan con las de temperatura para producir diferencias de densidad, que a su vez son responsables de la convección en que se basa la circulación oceánica a gran escala, la llamada por ello circulación termohalina.
Desde que Edmond Halley lo propuso en 1715, se admite que la salinidad del agua del mar es efecto de una salinización progresiva, estabilizada hace ya largo tiempo, debida a un aporte por los ríos, no compensado, de sales procedentes del lavado de las rocas continentales. La salinidad no ha crecido desde hace miles de millones de años, a causa de la acumulación de sal en sedimentos. Hoy en día se acepta que buena parte del sodio procede de las mismas emisiones volcánicas que facilitaron originalmente la formación de la hidrosfera.

#### Conductividad eléctrica
El agua de mar presenta una elevada conductividad eléctrica, a la que contribuyen la polaridad del agua y la abundancia de iones disueltos.
Las sales en agua se disocian en iones. Un ion es un átomo cargado positiva o negativamente y que, por tanto, intercambia electrones con el medio. Pueden absorber y liberar electrones a las partículas vecinas. La conductividad varía sobre todo con la temperatura y la salinidad (a mayor salinidad, mayor conductividad), y su medición permite, controlada la temperatura, conocer la salinidad.

### Densidad
La densidad del agua del mar es una de sus propiedades más importantes. Su variación provoca corrientes.
Es determinada usando la ecuación internacional de estado del agua de mar a presión atmosférica, que es formulada por la Unesco (UNESCO Technical Papers in Marine Science, 1981) a partir de los trabajos realizados a lo largo de todo este siglo para conocer las relaciones entre las variables termodinámicas del agua del mar: densidad, presión, salinidad y temperatura. La densidad de la típica agua del mar (agua salada con un 3,5 % de sales disueltas) suele ser de 1.02819 kg/l a los −2 °C, 1.02811 a los 0 °C, 1.02778 a los 4 °C, etc.

### pH
El agua oceánica es ligeramente alcalina, y el valor de su pH está entre 7.5 y 8.4 y varía en función de la temperatura; si esta aumenta, el pH disminuye y tiende a la acidez; también puede variar en función de la salinidad, de la presión o profundidad y de la actividad vital de los organismos marinos.

### Gases
Los gases disueltos son los mismos que componen el aire libre, pero en diferentes proporciones, condicionadas por diversos factores. La temperatura y la salinidad influyen reduciendo la solubilidad de los gases cuando cualquiera de esos dos parámetros aumenta. Otros factores son la actividad metabólica de los seres vivos y los complejos equilibrios químicos con los solutos sólidos, como el ion bicarbonato (HCO3-). La concentración total y la composición de los gases disueltos varían sobre todo con la profundidad, que afecta a la agitación, la fotosíntesis (limitada a la superficial zona fótica) y la abundancia de organismos.
En aguas oceánicas superficiales bien mezcladas, la composición típica de gases disueltos incluye un 64 % de nitrógeno (N2), un 34 % de oxígeno (O2) y un 1.8 % de dióxido de carbono (CO2), muy por encima este último del 0.04 % que hay en el aire libre. El oxígeno (O2) abunda sobre todo en la superficie, donde predomina la fotosíntesis sobre la respiración, y suele presentar su mínimo hacia los 400 m de profundidad, donde los efectos de la difusión desde el aire libre y de la fotosíntesis ya no alcanzan, pero donde todavía es alta la densidad de organismos consumidores, que lo agotan. La temperatura, más baja en los fondos profundos, afecta a la solubilidad de los carbonatos.

## Métodos de potabilización
Los científicos han ideado decenas de métodos para desalar el agua del mar, aunque hasta la fecha ninguno de ellos ha resultado más eficaz que el método de destilación usado en Freeport (Texas).
Los 4083 habitantes de Symi, isla de Grecia, obtienen toda el agua de una unidad de destilación solar que produce 15 000 litros diarios. En Wrightsville Beach, Carolina del Norte (campo de experimentación de la oficina de aguas saladas de Estados Unidos) una planta congeladora produce cada día 750 000 litros de agua destilada. La investigación ha producido otros métodos más simples: uno, llamada de ósmosis inversa, desala el agua pasándola por una membrana sintética; el otro, llamado de hidratación, implica la mezcla de propano con el agua salada. El propano forma un compuesto sólido con el agua, que se separa al calentarse la mezcla.
Cuando el agua no es muy salada, puede emplearse otro método. En Webster (Dakota del Sur), el agua era demasiado salobre (casi el doble de lo que el gobierno considera aceptable), aunque mucho menos que el agua del mar. Se instaló una planta desaladora por electrodiálisis, proceso que es muy caro cuando la concentración de sales es alta. La planta de Webster produce unos 950 000 litros de agua dulce por día.
La destilación en gran escala puede presentar problemas inesperados. Por ejemplo, la desalinización de agua suficiente para abastecer a la ciudad de Nueva York durante un año produciría un residuo con unos 60 millones de toneladas de sal: más de la que se consume en los Estados Unidos en dos años.

## Descenso crioscópico
El descenso crioscópico es la reducción del punto de congelación de un disolvente puro por la presencia de solutos. Es directamente proporcional a la molalidad, lo que hace que sea más importante para solutos iónicos, como los que predominan en el agua de mar, que para los no iónicos. El fenómeno tiene importantes consecuencias en el caso del agua de mar, porque la respuesta al enfriamiento intenso del agua del océano, como ocurre en el invierno de las regiones polares, es la separación de una además fase sólida flotante de agua pura. Es así como se forma la banquisa en torno a la Antártida o al océano Ártico, como un agregado compacto de hielo puro de agua, con salmuera llenando los intersticios, y flotando sobre una masa de agua líquida a menos de 0 °C (hasta un límite máximo de −1.9 °C para una salinidad del 3,5 %).